# Občina Renče-Vogrsko
Občina Renče-Vogrsko (slovinsky Občina Renče-Vogrsko německy Gemeinde Rentschach-Ungersbach) je jednou z 212 slovinských občin. Nachází se v Gorickém regionu (slovinsky Goriška regija). Správním centrem je Bukovica. Občina vznikla 1. března 2006 oddělením od městské občiny Nova Gorica.

## Sídla
- Bukovica
- Dombrava
- Oševljek
- Renče
- Vogrsko
- Volčja Draga